# Tramwaje w Woltersdorfie

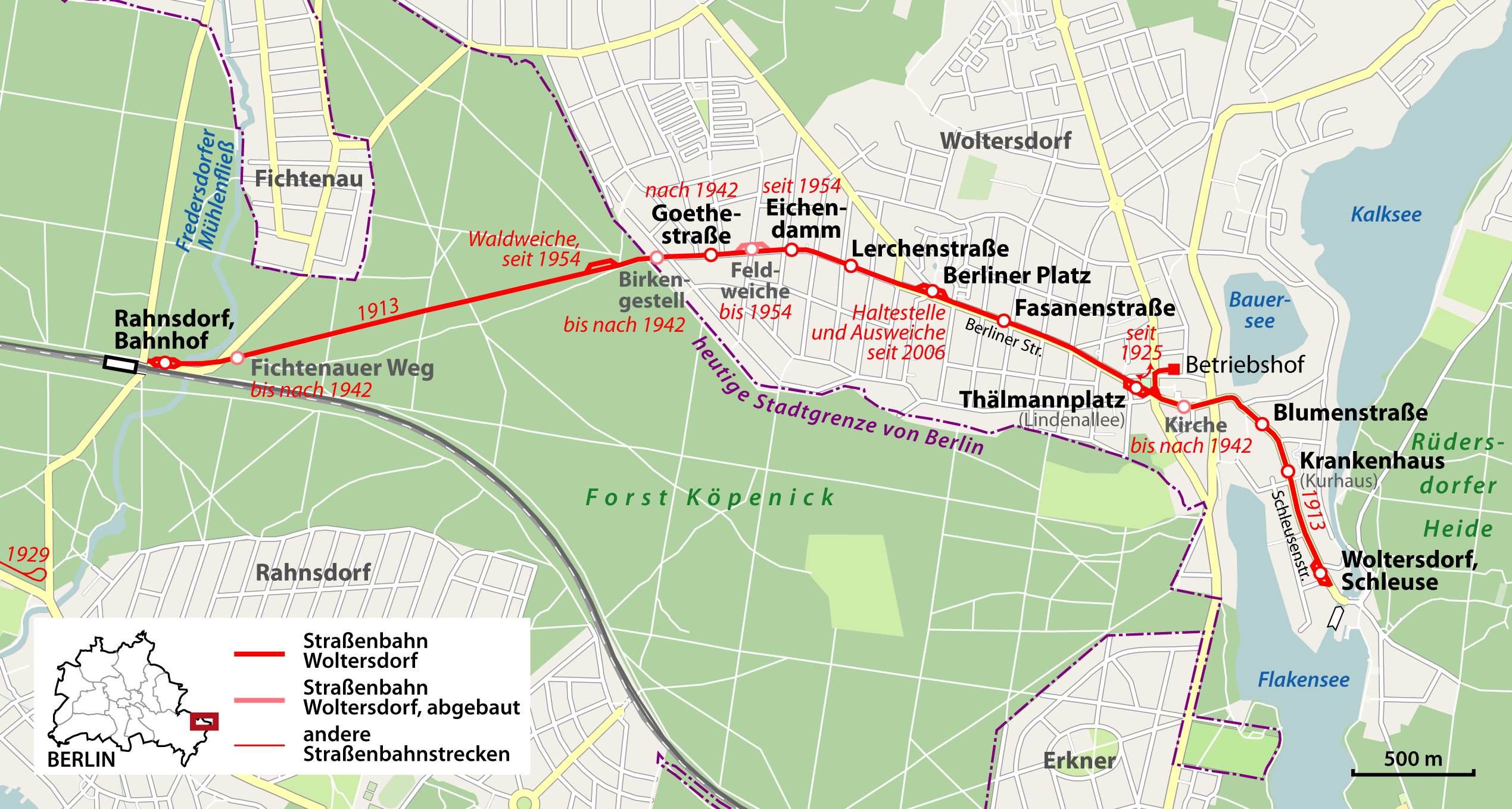
Schemat sieci

Tramwaje w Woltersdorfie – system komunikacji tramwajowej działający w gminie Woltersdorf w Niemczech. Linia tramwajowa kończy bieg na terenie Berlina przy dworcu Rahnsdorf.

## Historia
Decyzja o budowie tramwajów w Woltersdorfie zapadła w 1911, a podpisanie umowy na budowę linii zawarto 29 czerwca 1912 z firmą Orenstein & Koppel-Arthur Koppel AG. Uruchomienie tramwajów nastąpiło 17 maja 1913 na trasie liczącej 5,6 km. W kwietniu 1945 wstrzymano ruch tramwajów z powodu walk w okolicach Berlina. Ruch tramwajów wznowiono w lipcu. W 1991 wyremontowano 1,5 km odcinek trasy.

## Tabor
W dniu otwarcia w Woltersdorfie były cztery wagony silnikowe o nr 1 – 4 i sześć wagonów doczepnych o nr 21 – 26. W 1925/1926 kupiono 5 tramwajów produkcji Firma Christoph & Unmack. W 1944 otrzymano pierwszy tramwaj KSW, który otrzymał nr 7. W 1977 otrzymano trzy wagony silnikowe Gotha T57 oraz cztery wagony doczepne B57. Tabor liniowy składa się:
- Gotha T57 6 sztuk, nr 27, 28, 29, 30, 31, 32
- Gotha B57 2 sztuki, nr 88, 89, 90

Wagony historyczne:
- KSW silnikowy, nr 7 i doczepny, nr 22
- O&K/AEG silnikowy, nr 2
- O&K silnikowy, nr 24
- Herbrand Köln silnikowy, nr 2990

Wagony techniczne:
- ATZ silnikowy, nr 19
- platforma 2 osiowa, nr 18
- pług odśnieżny (zbudowany na dwuosiowym wózku), nr 20
- wagon do konserwacji sieci (zbudowany na dwuosiowym wózku) nr 17

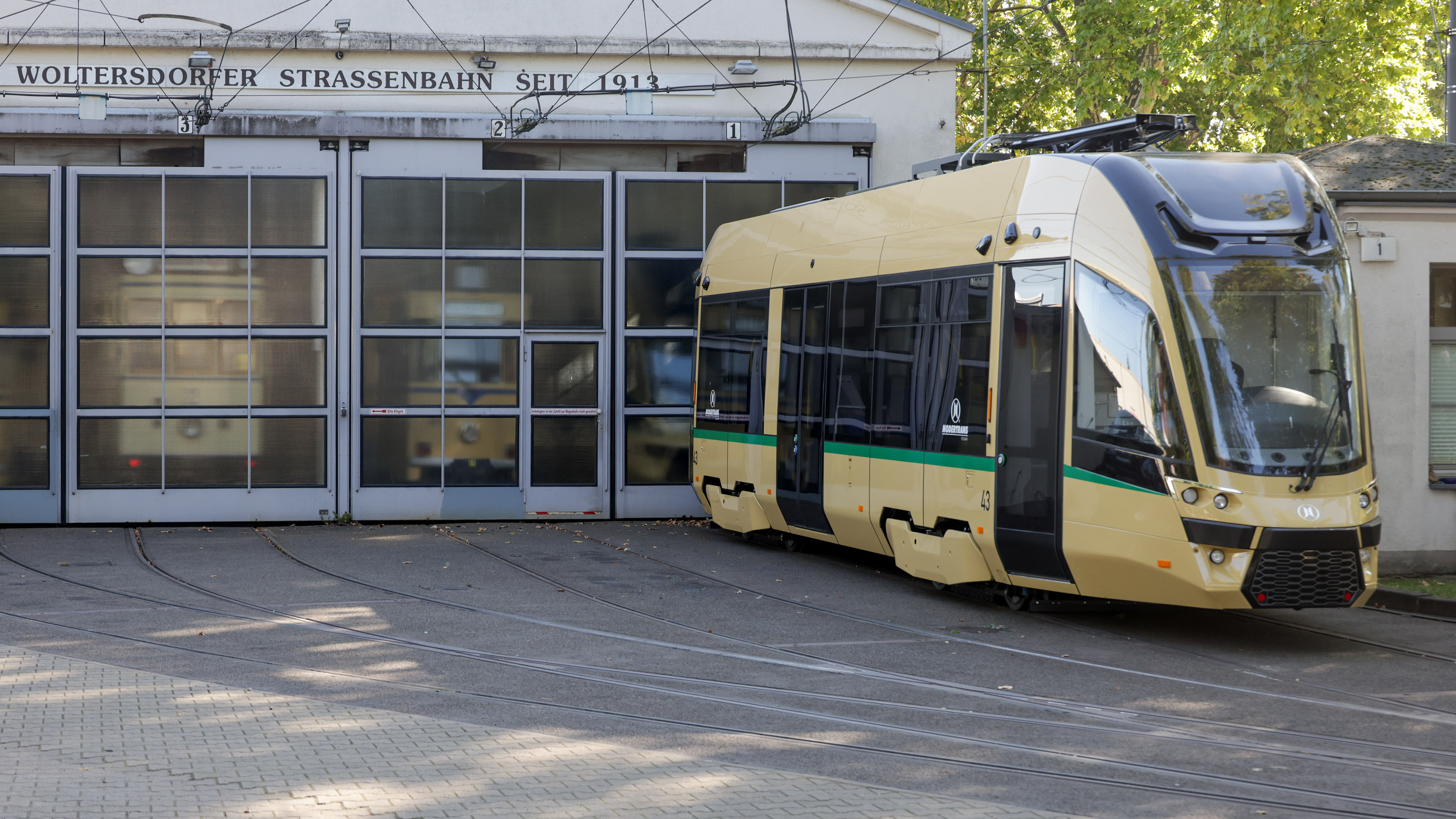
Tramwaj Moderus Gamma w 2024 roku

W 2022 r. operator Schöneicher-Rüdersdorfer Strassenbahn podpisał umowę z Modertransem na dostawy trzech nowych tramwajów Moderus Gamma z opcją na dostawę dodatkowego, czwartego wagonu. W październiku 2024 przewoźnik wykorzystał prawo opcji i zakupił czwarty wagon. Od dnia 02. marca 2025 roku na linii nr 87 kursują już tylko Moderusy Gamma LF10AC-BD. 